# Theopompa ophthalmica
Theopompa ophthalmica (лат.) — вид богомолов рода Theopompa из семейства Gonypetidae.

## Распространение
Встречается в Южной Азии и Юго-Восточной Азии: Вьетнам, Индия; Индонезия.

## Описание
Пронотум длиннее своей ширины; боковые края гладкие. Из 4 наружных шипов бедра проксимальные 2 тесно сближены. Передние голени с 9 крупными шипами. Метазона гладкая, но гранулированная у самки; без бугорков сзади у тазикового сустава. Переднее крыло у самца эллиптически удлинённое; с коричневатыми пятнами. Заднее крыло у самца гиалиновое; дисковидная область с коричневатыми пятнами. Переднее крыло у самки ржаво-красное, эллиптическое. Заднее крыло у самки почти чёрное, за исключением вершины, которая ржаво-красная.

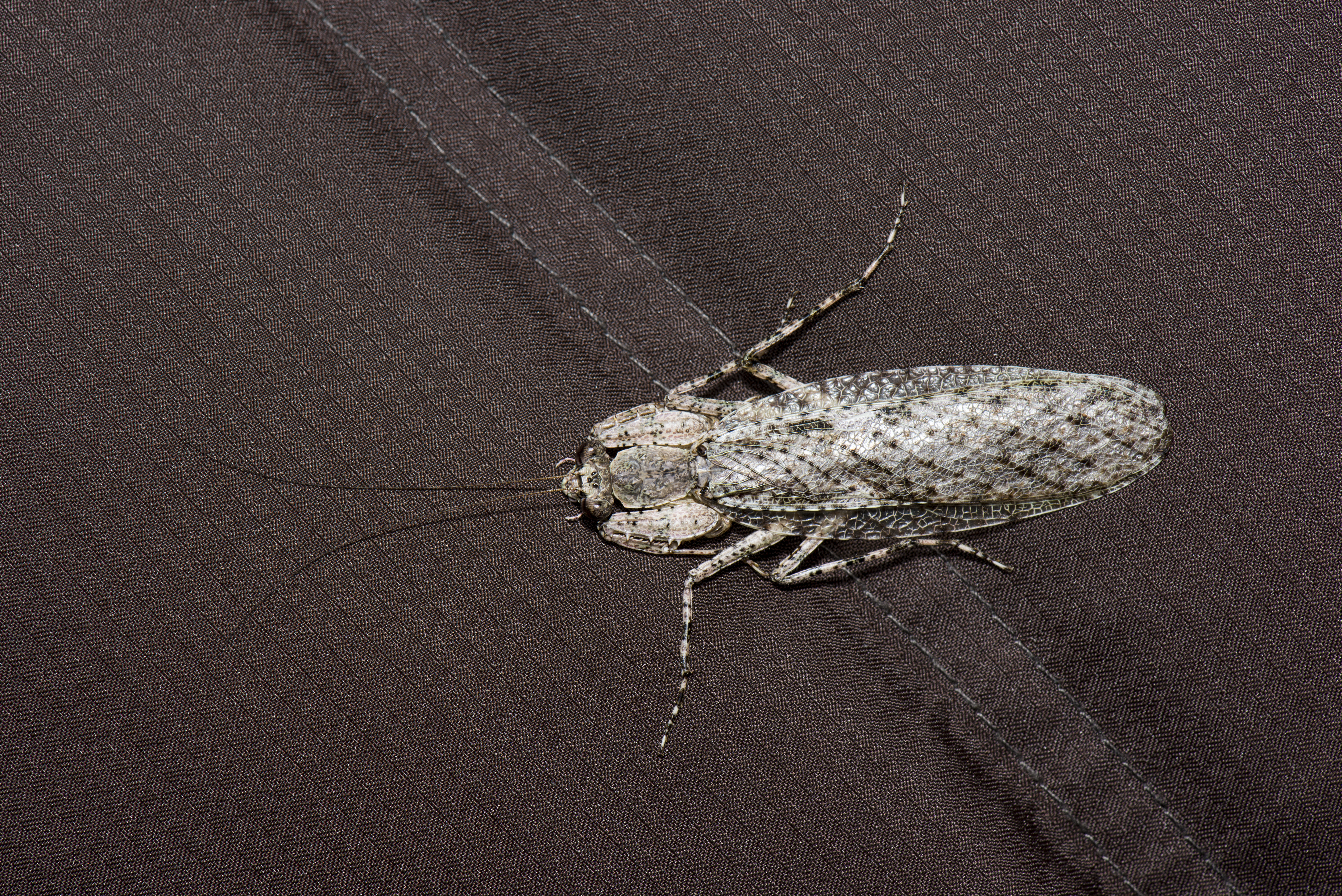